# ماریون، شهرستان شلبی، ایندیانا
ماریون (به انگلیسی: Marion) یک منطقهٔ مسکونی در ایالات متحده آمریکا است که در ایندیانا واقع شده‌است. ماریون ۲۴۲٫۰۱ متر بالاتر از سطح دریا واقع شده‌است.